# Mercado Central de Trinidad
El Mercado Central de Trinidad es el centro de abasto más importante de la ciudad de Trinidad, capital del departamento boliviano del Beni.
El Mercado Central de Trinidad abrió sus puertas al público el 6 de agosto del año 1942, coincidiendo con el aniversario de la fundación de Bolivia, que se elebra anualmente en esa fecha. 
El mercado se ubica en la calle Joaquín de Sierra, entre las calles La Paz y Mamoré. Diariamente, abre entre las 06:00 y las 19:00.